# Praia do Caniçal
Falésia da praia do Caniçal
A Praia do Caniçal é uma praia situada na freguesia de Lourinhã e Atalaia, no município  da Lourinhã, a 7 km da sede do município, em Portugal. 
A arriba que a envolve do lado nascente é uma arriba estratificada com fósseis de dinossauros. Apresenta inclinação de camadas inicialmente horizontais e deformação do relevo.
A sul da Praia de Paimogo, é o lugar para todos aqueles que pretendem usufruir de longos momentos de contacto com a natureza, sendo também um lugar privilegiado para a pesca.